# 小浜原子力発電所
小浜原子力発電所（おばまげんしりょくはつでんしょ）は、関西電力が福井県小浜市田烏の内外海半島東側にある奈胡崎の入江、通称・御所平に建設を計画していた原子力発電所である。

## 経緯
- 1966年　関西電力、原発立地現地調査。
- 1968年　鳥居市長が市議会で誘致への積極姿勢を表明。市議会に原発対策特別委員会を設置。
- 1969年　内外海漁協、総会で原発設置反対を決議。内外海原発設置反対推進協議会が発足。
- 1970年　市長直轄の原発誘致のための開発局設置。
- 1971年　「原発設置反対小浜市民の会」結成。
- 1972年　有権者2万4000人中1万3000人の反対署名を市議会提出。鳥居市長、誘致断念を表明。
- 1975年　市議会が原子力安全対策調査研究委員会を設置。
- 1976年　原発阻止市民大会に300人が参加。浦谷市長、誘致を否定。

出典